# "FF.SS." - Cioè: "...che mi hai portato a fare sopra a Posillipo se non mi vuoi più bene?"
"FF.SS." - Cioè: "...che mi hai portato a fare sopra a Posillipo se non mi vuoi più bene?" è un film del 1983 diretto da Renzo Arbore.

## Trama
Dopo il successo de Il pap'occhio, Renzo Arbore è a caccia di idee fresche per un nuovo film. Mentre girovaga senza meta per le strade di Roma ne discute con Luciano De Crescenzo, il quale, accortosi della scarsa vena dell'amico, si lascia andare a una previsione: solo un miracolo di San Gennaro potrebbe regalare la giusta ispirazione ai due. Così discutendo, i due si ritrovano a sostare in prossimità di un semaforo. Proprio qui, una folata di vento fa cadere in strada una gran mole di fogli, raccolti i quali, Arbore e De Crescenzo restano stupefatti: si tratta della sceneggiatura di una pellicola inedita di Federico Fellini intitolata F.F.S.S., ovvero Federico Fellini Sud Story. Compreso di trovarsi proprio sotto alla finestra del grande cineasta, i due prendono il copione e fuggono.
Cominciano così le riprese di F.F.S.S., con un Arbore nella doppia veste di regista e attore: lo showman interpreta il ruolo di Onliù Caporetto, uno sgrammaticato impresario campano, il quale tenta di portare al successo la giovane Lucia Canaria. La ragazza, che a Napoli lavora come sorvegliante di bagni pubblici, è dotata di uno straordinario talento canoro, ma è anche affetta da uno strano morbo, la napoletanite: l'eccessiva esposizione a profumi, visioni o suoni che le ricordino le sue origini da autentica partenopea, le causa mancamenti improvvisi. La ragazza sogna di calcare palcoscenici importanti, ma il massimo che Onliù possa offrirle è qualche ospitata alla sgangherata televisione locale Tele Ottaviano.
È proprio negli studi di questa emittente che Onliù e Lucia incontrano lo Sceicco Beige, rivelazione musicale del momento e inventore del cosiddetto arabian sound. Lo Sceicco, seccato dalle velate richieste di raccomandazione di Onliù, suggerisce molto seccamente a Lucia di cambiare manager e cercar fortuna in città dove ferva maggiormente la scena musicale. Lucia, però, non ha intenzione di separarsi da Onliù, perciò i due intraprendono uno sconclusionato peregrinare per l'Italia.
Dapprima approdano a Milano, dove cercano di sfondare nel mondo della pubblicità; dopo un iniziale entusiasmo, Lucia ripiega sul suo vecchio lavoro, quello di custode di bagni pubblici. Dopodiché, i due si trasferiscono a Roma, ma il risultato non è dissimile; qui, tentano l'accesso in Rai dietro raccomandazione, ma addirittura Lucia finisce in carcere per un banale furto. Una volta ricongiuntisi, Onliù e la sua assistita incontrano nuovamente lo Sceicco Beige e, spinti dalla voglia di rivalsa e dal loro spirito d'avventura, si accodano a lui per partecipare al Festival di Sanremo. Il cantante è deciso a scioccare il pubblico, perciò coinvolge Lucia in un'autentica interpretazione da sceneggiata che scombussola la scaletta della kermesse canora. Nello scompiglio generale, Lucia riesce a prendere il microfono e cantare una canzone. Tutto farebbe pensare al classico lieto fine, ma la sceneggiatura sottratta a Federico Fellini è incompleta; sicché Arbore e De Crescenzo tornano sotto casa del maestro per implorare un'idea per il finale. E l'idea che Fellini suggerisce è "il classico girotondo", che Arbore, De Crescenzo e Montecorvino improvvisano in strada.

## Camei
Il film è ricco di apparizioni di personaggi famosi; oltre ai già citati Arbore, De Crescenzo, Benigni, ci sono anche: Pippo Baudo, Isabella Biagini, Gianni Boncompagni, Raffaella Carrà, Alfredo Cerruti, Maurizio Costanzo, Riccardo Pazzaglia, Lory Del Santo, Nando Martellini, Andrea Giordana, Sandra Milo, Domenico Modugno, Christian, Gianni Morandi, Bobby Solo, Massimo Troisi, Claudio Villa, Gianni Ravera, Martufello, Mario Marenco, Nino Frassica, Sergio Japino, Gigi Proietti. Inoltre sono presenti il pittore siciliano Renato Guttuso nel ruolo di un madonnaro e Severino Gazzelloni nel ruolo di un mendicante che suona il flauto.

## I riferimenti politici
Durante il film si vedono chiari riferimenti ai politici italiani del tempo; tra i più riconoscibili vi sono Bettino Craxi, Giulio Andreotti, Enrico Berlinguer e Ciriaco De Mita, quest'ultimo tra l'altro originario di Nusco, in provincia di Avellino, lo stesso paese di Onliù Caporetto.

## Colonna sonora
Le musiche originali e le canzoni del film sono scritte da Renzo Arbore e Claudio Mattone, e sono state pubblicate su disco dalla Mammouth (ZPGMU 33444); tra le canzoni presenti nel disco vi sono Sud, cantata da Pietra Montecorvino, e Il pillolo, cantata da Roberto Benigni.

## Distribuzione
È stato inizialmente distribuito dalla Gaumont e Reteitalia in VHS nell'edizione Mondadori Video e successivamente in DVD dalla Minerva Pictures il 20 settembre 2017, sebbene il titolo su VHS e DVD sia FF.SS." - Cioè: "...che mi hai portato a fare sopra a Posillipo se non mi vuoi più bene?", nei titoli iniziali sulla pellicola del film risulta così F.F.S.S. cioè "...che mi hai portato a fare sopra a Posillipo se non mi vuoi più bene?", forse errore di stampa.